# Textilní průmysl v Číně
Čínský textilní průmysl zaujímá v 21. století ve svém oboru vedoucí postavení v celosvětovém měřítku. Např. v roce 2015 se Čína se 453 miliardami € podílela s cca 35 % a v roce 2020 s 554 miliardami € s 33,6 % na celosvětovém výnosu z výroby textilií a oděvů (čínský výnos pocházel z výroby textilií a oděvů zhruba stejným dílem). K čínskému hrubému domácímu produktu přispívá textilní výroba 7,1 % (2018).

## Z historie čínského textilu
Textilní výroba z hedvábí bource morušového je v Číně známá už nejméně 5000 let.
Za začátek průmyslové výroby je považováno otevření dílny s několika stroji na odmotávání hedvábí z kokonů v roce 1873. Závod založil znalec hedvábnictví Čchen Čchi-Jüan v okrese Nan-chaj (provincie Kuang-tung). Čchen poznal tyto stroje (francouzský systém Chambon) ve Vietnamu a přizpůsobil je na čínské poměry. Místní tkalci se proti tovární výrobě bouřili, až dosáhli v roce 1881 zastavení provozu závodu.
Významný politik Li Chung-čang se zasloužil o to, že v roce 1890 byla v Šanghaji uvedena do provozu první mechanická tkalcovna. V roce 1895 tam nechali postavit angličtí investoři bavlnářskou přádelnu se 72 000 vřeteny a do roku 1898 vznikly v Šanghaji další přádelny s celkovou kapacitou 300 000 vřeten.
První čínská strojní pletárna vznikla v roce 1902 v Chang-čou a druhá v Šanghaji v roce 1909. Konfekční výroba oděvů byla v Číně zavedena teprve v roce 1950.
Po 1. světové válce ovládli asi 30 % čínského textilního průmyslu Japonci, v roce 1923 bylo v provozu asi 5 milionů dopřádacích vřeten.
Při převzetí moci komunisty v roce 1949 existovalo v Číně asi 180 tisíc textilních firem, které zaměstnávaly 745 tisíc dělníků a 8 tisíc techniků. Na 5 milionech vřeten bylo vyrobeno asi 326 tisíc tun (převážně) bavlněné příze a tkalcovny se 64 tisíci člunkovými stavy dodávaly ročně cca 1,8 miliard metrů tkanin.
Všechny textilní podniky byly zestátněny, po konsolidaci se zvyšovala výroba v období 1965 až 1994 průměrně ročně u příze o 9,5 % (z 1,3 na 4,9 milionů tun) a u tkanin o 8,1 % (z 6,3 miliard na 21,1 miliard metrů), hodnota výroby oděvů se odhadovala (v přepočtu) na 13,6 miliard €.
Export textilií a oděvů se v tomto období zvyšoval ročně o 3–5 %. Tržby dosáhly (v roce 1996) 48 miliard €.

## Textilní průmysl v 21. století

### Podmínky k podnikání
- Po ekonomické reformě z roku 1978 bylo povoleno soukromé podnikání čínských a zčásti i zahraničních majitelů v textilním průmyslu[13]
- Čína nepodepsala dohodu GATT o podmínkách dovozu textilií z roku 1974,[14] členem Světové obchodní organizace (WTO) se stala teprve od 11. prosince 2001.[15] Od 1. ledna 2005 skončil GATT tj. omezení importu textilií (s určitými výjimkami), dohodu v rámci Světové obchodní organizace (WTO) podepsalo 147 států.[16]
- Na začátku století byl měsíční plat kvalifikovaného tkalce cca 100 €,[17] v roce 2022 je to 987 €, plat pletaře nebo šičky je asi o 10–15 % nižší. Na příštích 5 let se počítá se zvýšením až o 30 %.[18]
- Čína je nezávislá na dovozu surovin pro textilní průmysl. V posledních letech 20. století byla zavedena výroba všech hlavních umělých vláken, nejpoužívanější z nich, polyesterová vlákna, pocházejí ve 3. dekádě asi 2/3 z Číny.[19]
- Část důležitých textilních strojů se vyrábí od konce 20. století v licenci nebo jako vlastní konstrukce. V roce 2019 převýšil vývoz textilních strojů (3,8 miliardy USD) dovoz (3,3 miliardy USD)[20]
- Po extrémním zvýšení cen za námořní dopravu ve 3. dekádě (až 250 %) není část exportních výrobků schopná konkurence [21]
- Čínští podnikatelé investovali do textilního a oděvního průmyslu na Nové hedvábné stezce do roku 2018 asi 5,7 miliard €.[22]

### Struktura průmyslu ve 3. dekádě 21. století
Naprostá většina textilních a oděvních firem je v provozu jako firmy v osobním vlastnictví nebo jako akciové společnosti.
V roce 2022 bylo registrováno 21 000 firem, z toho 15000 v oděvním sektoru.
Deset největších výrobců se podílelo v roce 2019 s 22,8 miliardami € na tržbách za textilie. Na listině 500 velikánů čínského průmyslu obsadilo 31 textilních podniků 46. (4,75 mld. €) až 497. místo (0,42 mld €). Např. největší z nich Hengli Group (5,2 miliardy € 2019) sestává ze 4 výrobních podniků, které vyrábějí mimo jiné ročně 4 miliardy metrů tkanin Druhý největší Shandong Weiqiao Pioneer (4 miliardy €) vznikla v roce 1998 jako akciová společnost. Výrobní závody na rozloze 30 ha byly např. v roce 2002 označeny za největšího výrobce bavlněných textilií na světě, za rok 2018 odvedla firma 1,5 miliardy € na daních, v roce 2019 investovala 115 milionů €.
Z podniků oděvního průmyslu nepatří žádný k miliardovým veličinám. Např. jeden z největších, Baoxiniao Group, vykazuje v roce 2022 tržby kolem 4,5 milionu €.
V roce 2012 byly zveřejněny údaje o průměrných podmínkách v čínském oděvním průmyslu (bez Hongkongu):
| Vlastnictví firmy:               | státní | soukromé | zahraniční/ joint venture |
| -------------------------------- | ------ | -------- | ------------------------- |
| Podíl na celk. počtu (%)         | 1      | 60       | 39                        |
| Roční tržby (miliony € / podnik) | 2,02   | 1,2      | 1,5                       |
| Zisk (%)                         | 4,8    | 16,2     | 7,5                       |
| Počet zaměstnanců / podnik       | 592    | 249      | 423                       |

V Hongkongu sídlí např. firma Esquel Group, s cca 35 000 zaměstnanci největší výrobce košil na světě.

## Rozsah výroby
Hlavní produkty ve 2. dekádě 21. století (roční průměr):
- příze – 57 milionů tun
- tkaniny – 170 miliard metrů
- oděvy – 63 miliard kusů
- netkané textilie – 1,4 milionů tun
- pneumatikové kordy – 480 tisíc tun

## Galerie

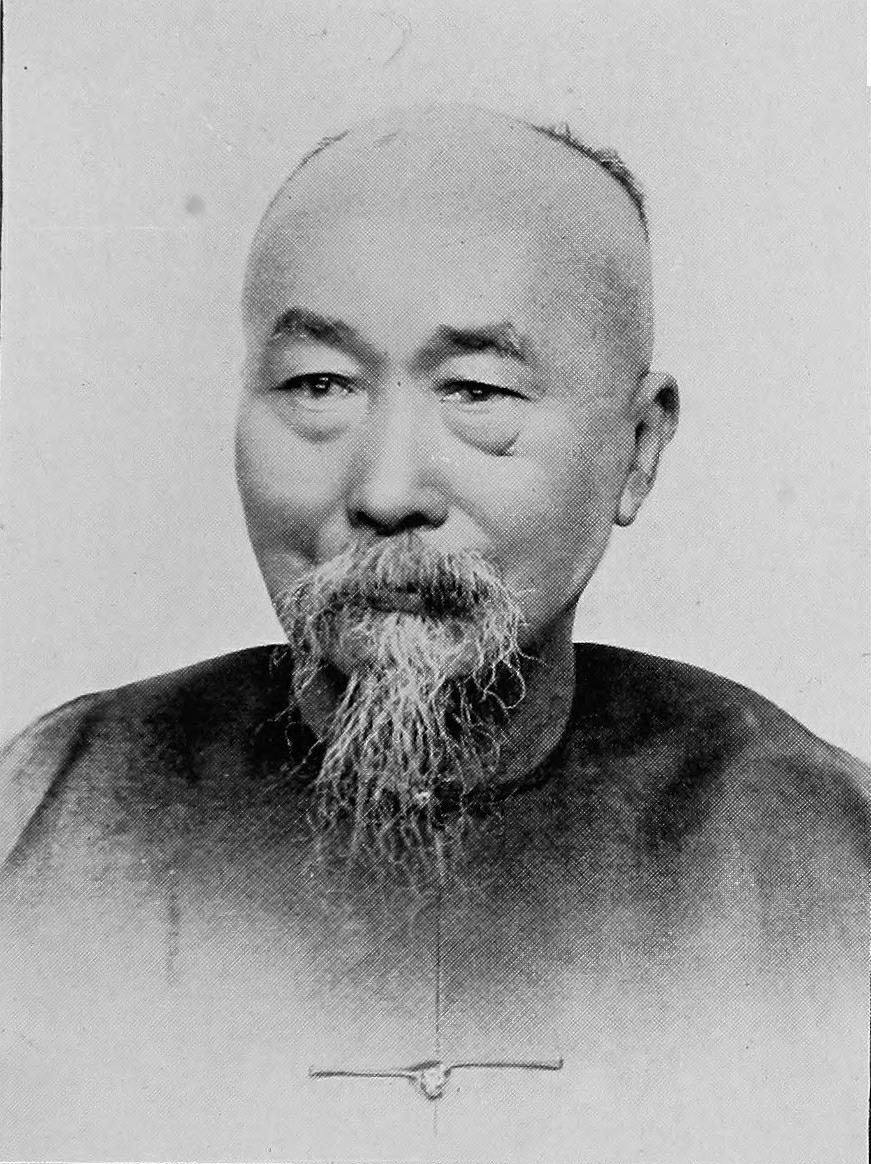
Li Chung-čang, zakladatel první čínské mechanické tkalcovny
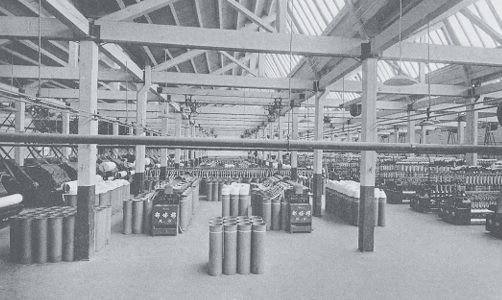
Přádelna a tkalcovna v Tchien-ťin (kolem roku 1920)
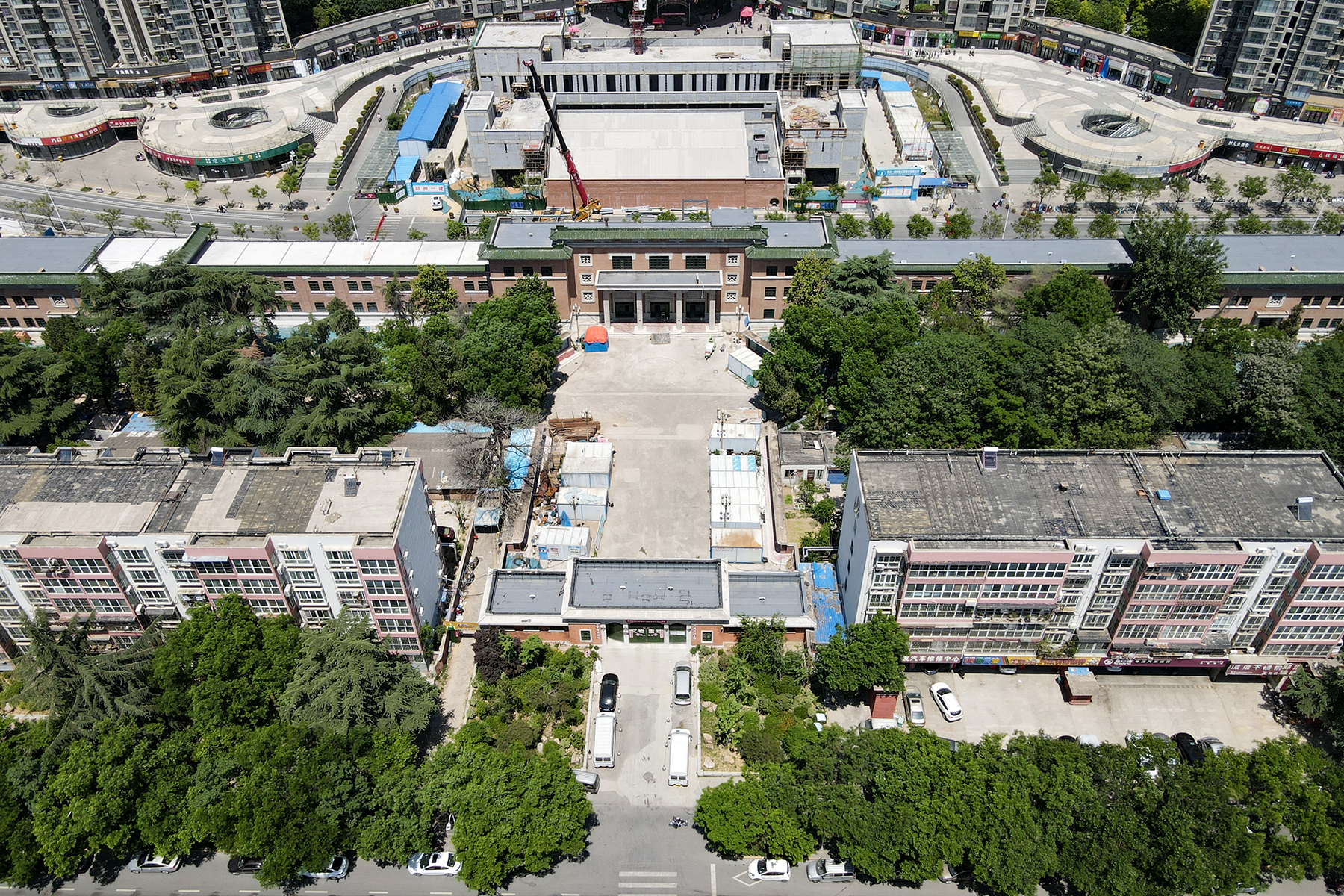
Bývalá přádelna č. 3 ve městě Čeng-čou v přestavbě na textilní muzeum
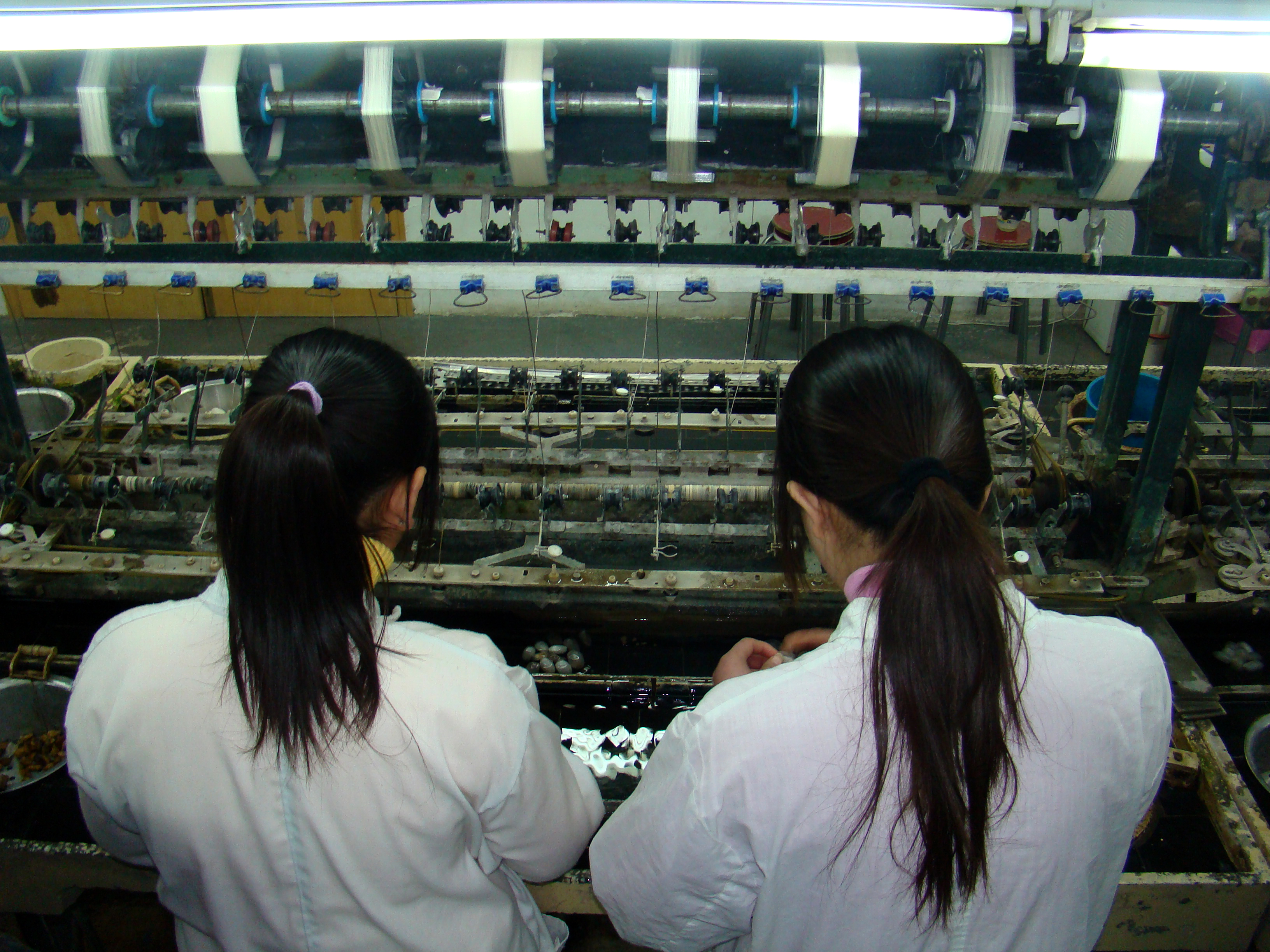
Strojní odmotávání hedvábí z kokonů (Hongkong 2008)
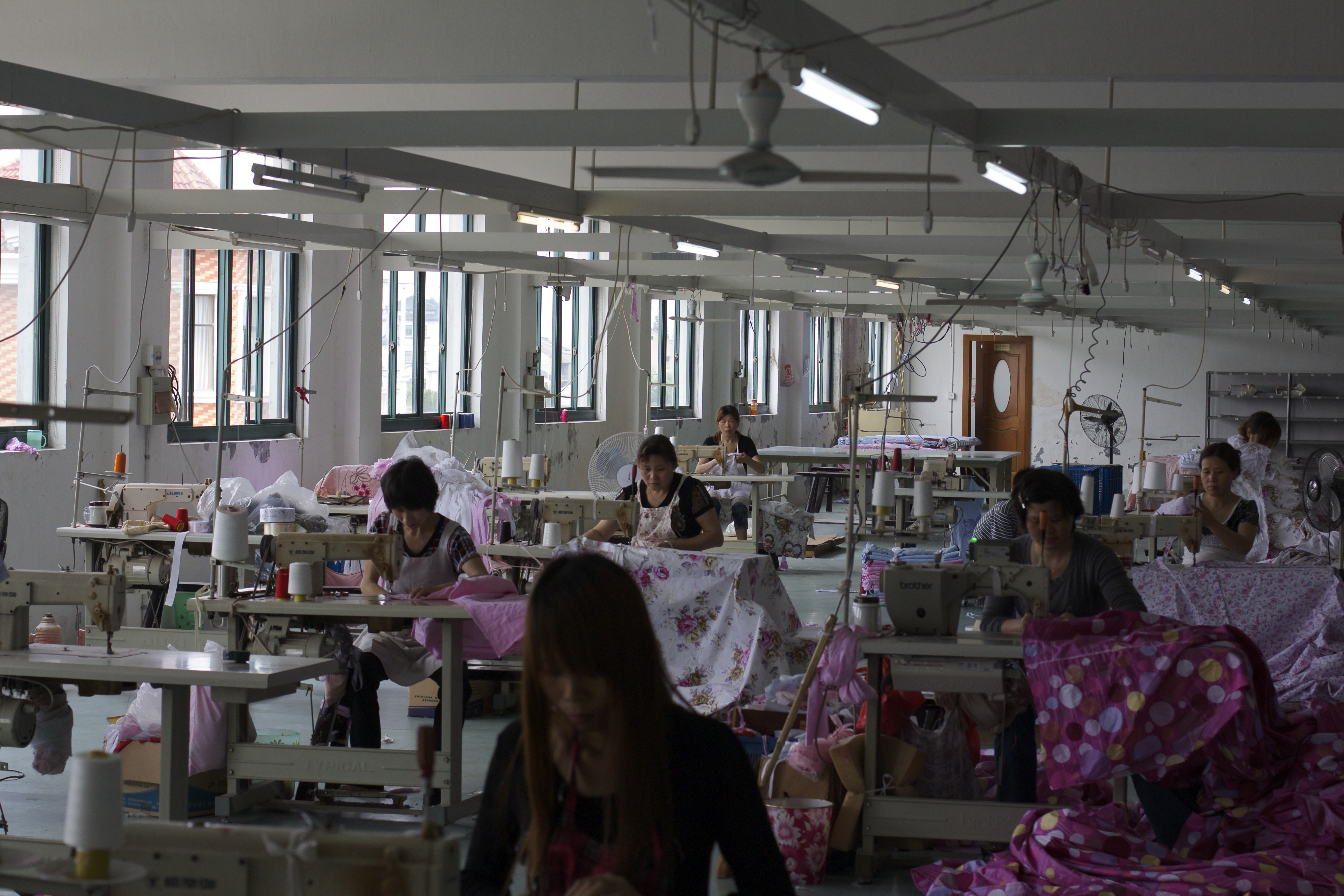
Šicí dílna na výrobu hedvábných oděvů
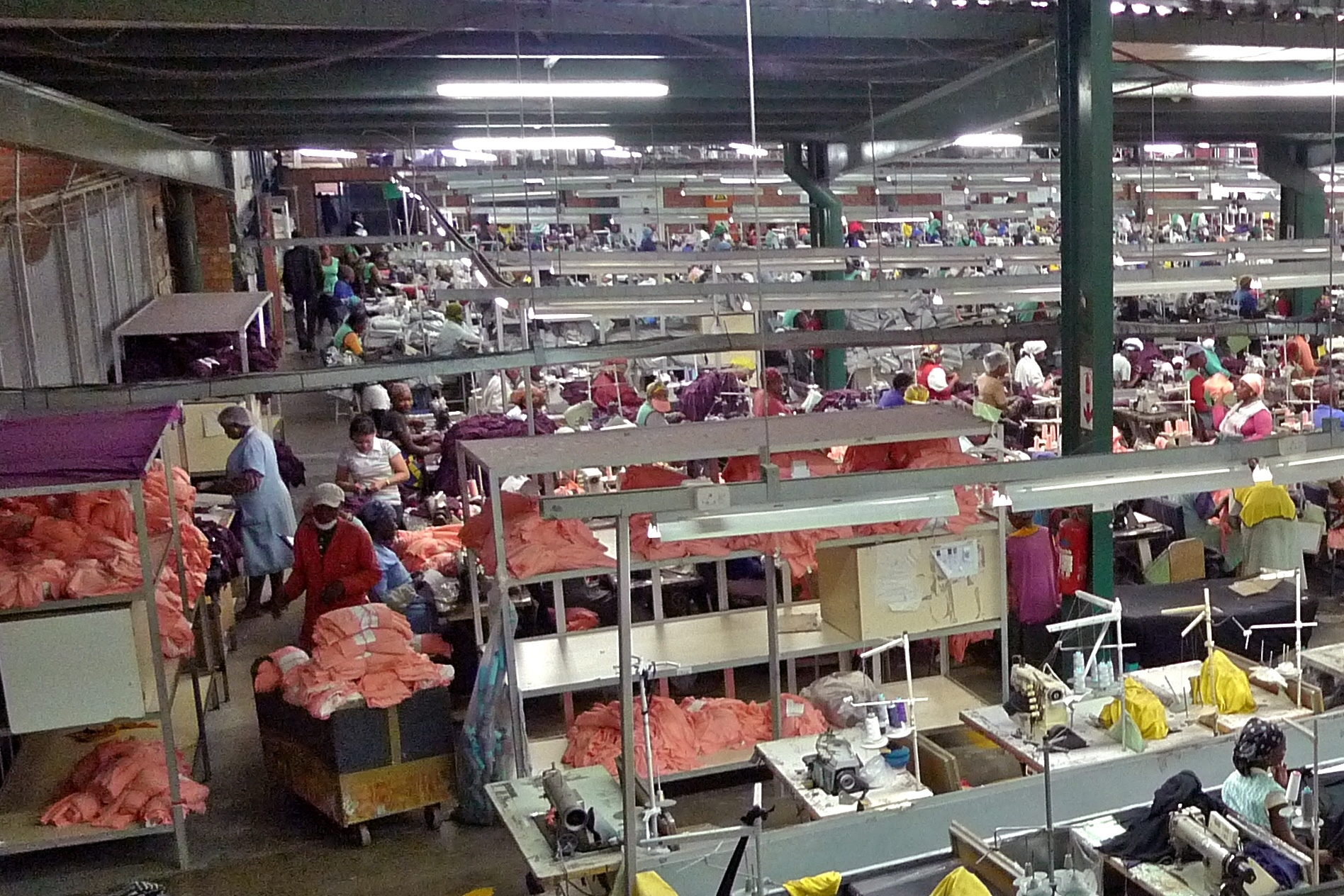
Čínský konfekční závod v Lesothu (2010)